# Martin Dahms
Martin Dahms (* 1963 in Oldenburg) ist ein deutscher Journalist und Autor von Reiseführern. 
Dahms studierte Volkswirtschaft in Göttingen, absolvierte ein Volontariat beim Hessischen Rundfunk in Frankfurt a. M. und arbeitet seit 1994 in Madrid als Korrespondent deutschsprachiger Zeitungen. Er ist unter anderem Autor der im Verlag MairDumont erscheinenden Marco Polo Reiseführer Andalusien und Madrid, die mehrfach neu aufgelegt und übersetzt wurden.

## Veröffentlichungen
- Andalusien. Reisen mit Insider-Tipps. MairDumont, Ostfildern 2002, 17. Aufl., komplett überarb. und neu gestaltet Ostfildern 2012, ISBN 978-3-8297-2406-7. (ungarische Übersetzung 2001, niederländische Übersetzung 2009).
- Madrid. Reisen mit Insider-Tipps. 12. Aufl., komplett überarb. und neu gestaltet. MairDumont, Ostfildern 2012, ISBN 978-3-8297-2534-7. (englische Übersetzung 2013)
- Spanien. Ein Länderporträt. Links, Berlin 2011, ISBN 978-3-86153-631-4.